# Corby Castle

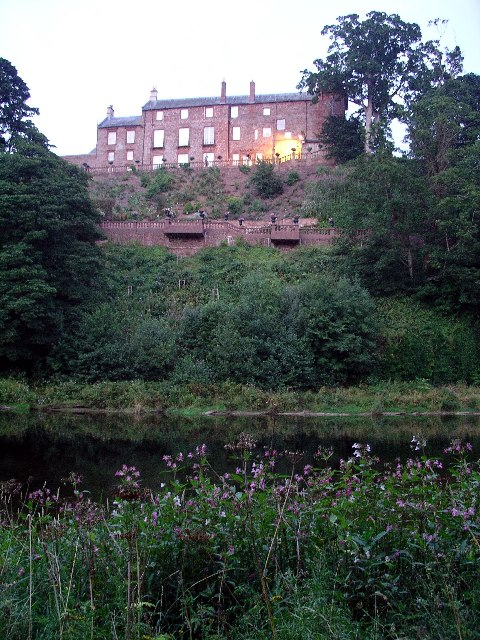
Corby Castle am Fluss Eden, 2003

Corby Castle ist ein Landsitz der Adelsfamilie Howard am südlichen Ende des Dorfes Great Corby im nördlichen Cumbria, England.

## Geschichte
Es wurde ursprünglich im 13. Jahrhundert als ein rotes Sandsteinturmgebäude durch die Adelsfamilie Salkeld gebaut, die auch die nahegelegene Salkeld Hall aus der gleichen Zeit besitzen. Es wurde 1611 an Lord William Howard, den dritten Sohn des Thomas Howard, 4. Duke of Norfolk verkauft, der ein zweistöckiges L-förmiges Gebäude an den Peel Tower anbaute.
Die heutige Fassade wurde zwischen  April 1812 und September 1817 durch den Architekten Peter Nicholson für Henry Howard errichtet. Henry Howard hatte das Landgut zuvor von Sir Francis Howard, dem zweiten Sohn von Lord William Howard, geerbt.
Im Jahr 1981 wurde Corby Castle als ein Hauptdrehort einer fünfteiligen BBC-Miniserie genutzt: Bei der Verfilmung von Wilkie Collins The Woman in White spielte Diana Quick die Marian Halcombe.
Corby Castle wurde 1994 von Sir John Howard-Lawson und Lady Howard-Lawson an den nordirischen Geschäftsmann Edward Haughey, Baron Ballyedmond verkauft. Die meisten Möbel wurden 1994 durch Phillips of Scotland versteigert. Edward Haughey, ein Life Peer, hat Corby Castle grundlegend renoviert und nutzte es für familiäre und berufliche Zwecke.
Die denkmalgeschützte Corby Bridge von 1834 liegt in der Nähe.